# PhotoModeler
Photomodeler es un software de reconstrucción 3D a partir de fotografías de un objeto o edificio. Se basa en el modelo de malla de polígonos, por el cual se designan puntos manualmente en las fotografías (normalmente vértices), y el programa calcula el punto de vista de cada fotografía y sitúa el objeto en un espacio de tres dimensiones virtual mediante triangulación. El programa es capaz de orientar las fotografías, crear puntos, rectas y planos y extraer texturas de las fotografías. El resultado se puede exportar después a otros programas como AutoCAD, ImageModel, Rhino, Google SketchUp, etc.